# اسکویر
اسکویر (انگلیسی: Square) شرکت خدمات مالی آمریکایی است، که در سال ۲۰۰۹ تأسیس شد.